# Arhopala baluensis
Arhopala baluensis är en fjärilsart som beskrevs av Bethune-Baker 1904. Arhopala baluensis ingår i släktet Arhopala och familjen juvelvingar. Inga underarter finns listade i Catalogue of Life.

## Bildgalleri

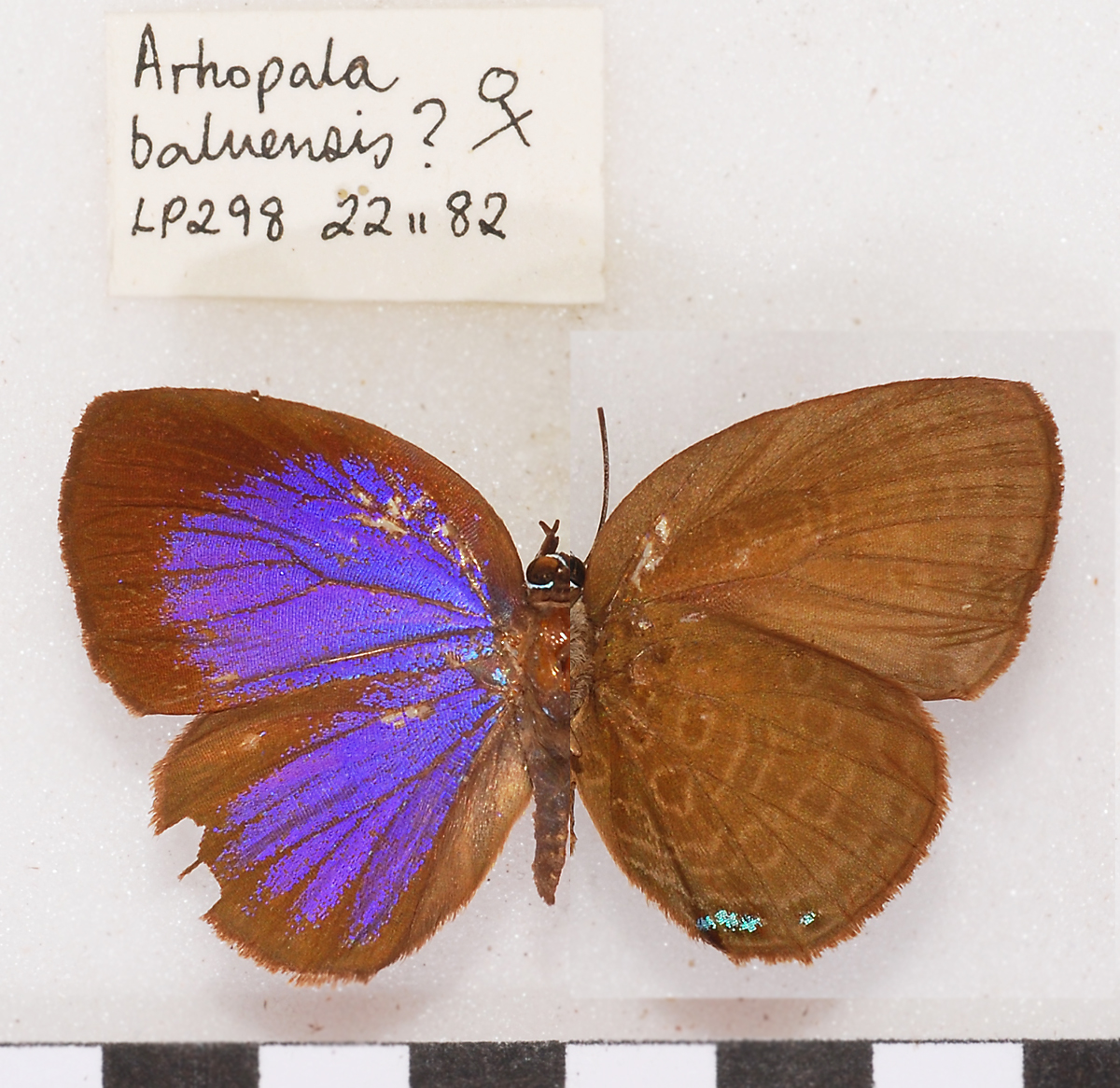